# Jaã Xá ibne Tugril
Ruquenadim Jaã Xá ibne Tugril (em árabe: Rukn al-Din Jahanshah bin Tughril) foi um sultão seljúcida em Erzurum de 1225 a 1230, em sucessão a seu pai Tugril ibne Quilije Arslã. Seguiu a política de seu antecessor e manteve sua lealdade ao Reino da Geórgia. No entanto, em 1230, se aliou ao xá da Corásmia Jalaladim Mingueburnu (r. 1220–1231) após ser derrotado na Batalha de Iasse Chimene. No mesmo ano, seu apanágio foi incorporado ao Sultanato de Rum pelo sultão Caicobado I (r. 1220–1237).